# دوبرو
دوبرو (انگلیسی: Dobro) شرکت تجهیزات موسیقی آمریکایی است، که در سال ۱۹۲۸ تأسیس شد.